# Камила Ђорђи
Камила Ђорђи (итал. Camila Giorgi; Мачерата, 30. децембар 1991) је професионална италијанска тенисерка. Од 25. августа 2014. налази се на 31. месту ВТА листе. Ђорђи је освојила 5 ИТФ турнира у појединачној конкуренцији.

## Биографија
Камила је рођена у јеврејској породици у граду Мачерати, Италија. Родитељи су јој пореклом из Ла Плате у Аргентини. Породица Ђорђи сада живи у Мајамију, на Флориди.
Њен старији брат Леандро студира глуму, а млађи брат Амадеус је фудбалер. Мајка Глорија је домаћица, отац Серхио, се борио у рату за Фолкландска острва (Малвини). Камилу тренира отац Серхио.

## Каријера
Године 2011. Ђорђи је играла први пут у главном жребу гренд слема, на Вимблдону, где је изгубила у првом колу од бугарске тенисерке Цветане Пиронкове.
У фебруару 2012 у Мемфису победила је Нађу Петрову у два сета, Рускиња је била први носилац на турниру. Ђорђи је изгубила у последњем колу квалификација за Отворено првенство Француске 2012, али се квалификовала за Вимблдон другу годину заредом. Тамо је постигла своју прву победу на гренд слем турниру победом над земљакињом Флавијом Пенетом у првом колу. У другом колу, победила је Ану Татишвили у два сета. У трећем колу је добила Нађу Петровом из Русије 2-0. У четвртом колу, играла је а Агњешком Радвањском из Пољске за место у четвртфиналу, али је изгубила у два сета, 6-2, 6-3.
У августу 2012. је добила вајлд кард за турнир у Синсинатију и изненађујуће победила Франческу Скјавоне у првом колу.
Дана 12. јануара 2015, Ђорђи је победила Аустралијанку Сторм Сандерс у 1. колу Хобарта са 2-1 уз невероватан податак да је направила чак 23 дупле сервис грешке.

### ИТФ финала појединачно (5–2)
| Легенда         |
| --------------- |
| $100,000 турнир |
| $75,000 турнир  |
| $50,000 турнир  |
| $25,000 турнир  |
| $10,000 турнир  |

| Финала - подлога |
| ---------------- |
| Тврда (3–0)      |
| Шљака (2–2)      |
| Трава (0–0)      |
| Тепих (0–0)      |

| Исход  | Бр. | Датум              | Турнир               | Подлога | Противница     | Резултат      |
| ------ | --- | ------------------ | -------------------- | ------- | -------------- | ------------- |
| Победа | 1.  | 31. август 2009.   | Катовице, Пољска     | Шљака   | Ксенија Первак | 6–2, 6–3      |
| Победа | 2.  | 19. новембар 2009. | Торонто, Канада      | Тврда   | Аника Капрош   | 4–6, 6–4, 6–0 |
| Пораз  | 1.  | 16. јун 2010.      | Братислава, Словачка | Шљака   | Ленка Јурикова | 2–6, 1–6      |
| Победа | 3.  | 18. октобар 2010.  | Рок Хил, САД         | Тврда   | Ирина Фалкони  | 6–3, 6–4      |
| Пораз  | 2.  | 9. мај 2011.       | Рали, САД            | Шљака   | Петра Рампре   | 3–6, 2–6      |
| Победа | 4.  | 22. мај 2011.      | Карсон, САД          | Тврда   | Алекса Глач    | 7–6(7–4), 6–1 |
| Победа | 5.  | 16. април 2012.    | Дотан, САД           | Шљака   | Едина Галовиц  | 6–2, 4–6, 6–4 |